# Via Egnatia
Ne doit pas être confondu avec Egnazia.

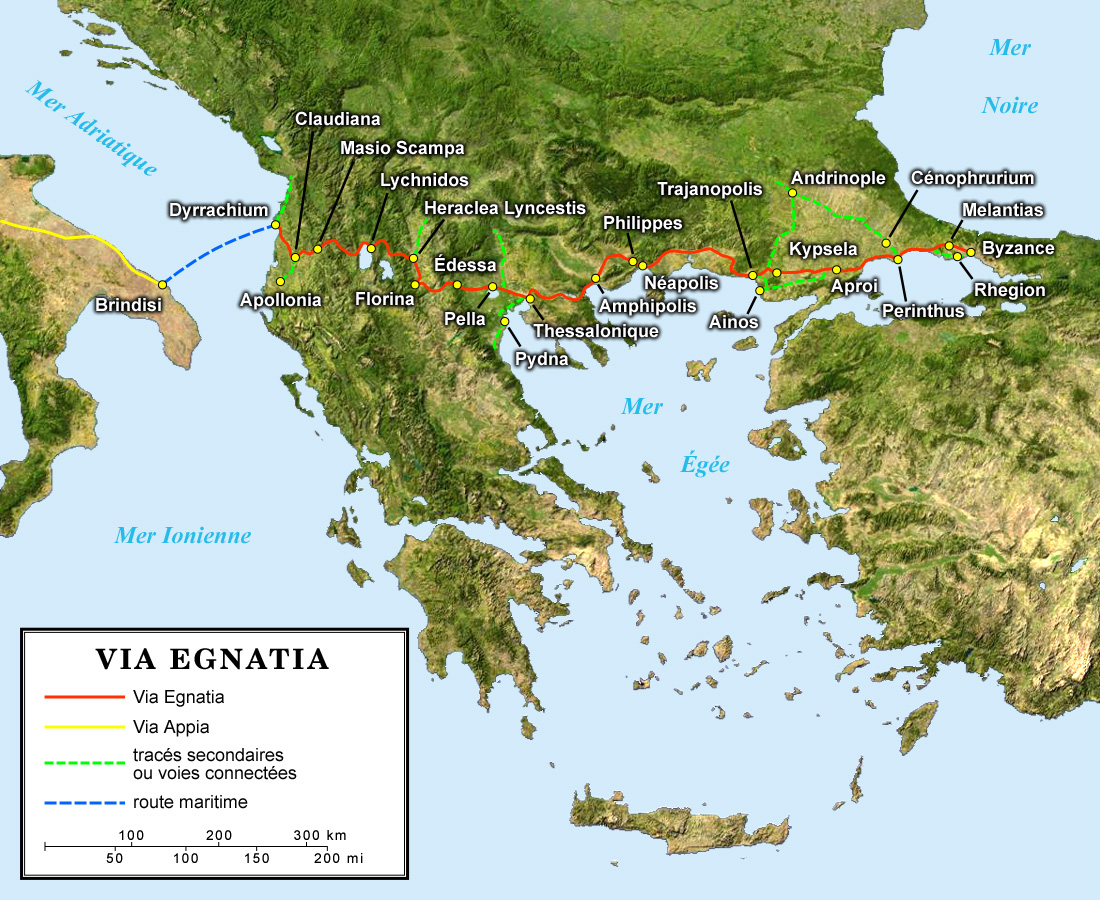
Carte de la Via Egnatia

La via Egnatia ou voie égnatienne est une voie romaine construite aux alentours de -146 et qui traverse les Balkans, en reprenant un ancien tracé de voie macédonienne, 

## Itinéraire
Elle relie Dyrrachium à Byzance avec une branche venant du port d'Apollonie d'Illyrie, en passant par Pella, Thessalonique, Amphipolis et Philippes. Débouché de la voie maritime entre Brundisium - l'actuelle Brindisi et Dyrrachium, elle prolongeait l'itinéraire de la voie Appienne et de la via Traiana jusqu'au passage entre l'Europe et l'Asie.
Elle est bien connue par un texte de l'écrivain Strabon, citant lui-même Polybe :
À partir d'Apollônia, la via Egnatia court vers l'Orient et pénètre en Macédoine. Elle a été jalonnée par des milliaires jusqu'à Kypséla et au cours de l'Hébros, la distance étant de 535 milles. Si  on estime le mille, comme on le fait généralement à huit stades, cela fait 4 280, mais, si comme le fait Polybe, on le compte pour huit stades et deux plèthres, c'est-à-dire le tiers de stades en plus, il faut ajouter à ce nombre 678 stades, c'est-à-dire le tiers du nombre des milles. Les deux routes, qui, d'Apollônia et d'Épidamne, conduisent à cette voie se rejoignent à mi-chemin entre les deux villes. On donne le nom de via Egnatia à la route dans son entier, mais le premier tronçon qui passe par Lychnis et Pylon, et va jusqu'à la ligne de séparation entre l'Illyrie et la Macédoine, est appelé route de la Candavia, du nom d'une montagne d'Illyrie. De là elle passe près du Barnous, puis par Héraclée, le pays des Lyncestes et celui des Éordiens, par Édessa et Pella, atteint Thessalonique. (Strabon, Géographie, VII, 7,4)
Voie la plus rapide reliant l'Italie à l'Orient, son débouché sur Byzance a sans doute eu une influence sur le choix de Constantin d'y fonder la ville qui porte son nom.
La description de toutes les civitas, mansiones et mutationes de cet itinéraire été faite par l'anonyme de Bordeaux, en 333 et 334, de retour de Jérusalem.

## Dénomination
La via Egnatia est une des rares voies romaines hors d'Italie à porter un nom. On s'est demandé pendant longtemps quelle en était l'origine. C'est seulement en 1974, grâce à la découverte du milliaire de Gallikos près de Thessalonique, que la question fut résolue : l'inscription bilingue latin-grec de la borne milliaire portait le nom du plus haut magistrat de la province de Macédoine au moment de la création de la route : Cnaeus Egnatius, proconsul de Macédoine dans la seconde moitié du IIe siècle av. J.-C., inconnu par ailleurs. La chose fut confirmée par la découverte en 1979 d'une deuxième borne, du même type près de la ville de Philippes.

## Voie militaire
Comme c'est le cas pour la via Domitia en Gaule, le tracé de la via Egnatia correspond plus ou moins à une route préexistante, déjà empruntée par les armées perses, grecques ou macédoniennes. Son caractère stratégique est évoqué par Cicéron, qui, sans la nommer par son nom, parle de « via illa nostra militaris ».